# Carrollton (Texas)
Carrollton je město rozkládající se v okresech Dallas County, Denton County a Collin County ve státě Texas ve Spojených státech amerických. Jde o 27. nejlidnatější město v Texasu. Sousedí s městem Lewisville, přičemž leží v souměstí Dallas-Forth Worth severně od Dallasu a severovýchodně od Fort Worth.
K roku 2020 zde žilo 133 434 obyvatel. S celkovou rozlohou 97km² byla hustota zalidnění 1 400 obyvatel na km². Pět mil jihozápadně od města se nachází Dallas/Fort Worth International Airport, osm mil jižně od města se pak nachází letiště Dallas Love Field.